# دراگان ملادنوویچ
دراگان ملادنوویچ (سیریلیک صربی: Драган Младеновић؛ زادهٔ ۲۹ مارس ۱۹۵۶) بازیکن هندبال اهل یوگسلاوی بود.